# Thérèse Pomey
Thérèse Pomey, née le 26 janvier 1867 à Paris, devenue Thérèse Pomey-Ballue après son mariage, et morte le 9 janvier 1944 à Fontainebleau, est une peintre française.

## Biographie

### Famille
Thérèse Élisa Julie Pomey est la fille de Louis Pomey, artiste peintre et auteur-traducteur, et de Jeanne Julie Fawtier (1843-1917).

### Débuts dans la peinture
Élève de son père, elle est peintre de miniatures.
Elle expose au Salon à partir de 1886. Elle devient membre de la Société des artistes français.
Elle obtient une mention honorable en 1887, une troisième médaille en 1889, et le prix Maxime-David en 1889 et 1890.

### Mariage, vie de famille et distinctions
En 1895, elle épouse le peintre Pierre Ernest Ballue, les artistes Fernand Cormon et Émile Charles Dameron sont témoins du mariage. Ils résident souvent à Lahaye-Descartes, en Indre et Loire. De cette union naîtront deux filles : Jeanne, née en 1896, qui épousera le vétérinaire André Goupille et deviendra avec sa famille une héroïne de la Résistance, avec le titre de Juste parmi les nations, et Marie-Louise, née en 1902.
En 1898, elle obtient les palmes académiques en étant nommée officier de l'instruction publique.
Elle meurt à l'âge de 76 ans à Fontainebleau.